# Långtjärnen (Stuguns socken, Jämtland, 702820-148627)
Långtjärnen är en sjö i Ragunda kommun i Jämtland och ingår i Indalsälvens huvudavrinningsområde. Sjöns area är 0,037 kvadratkilometer och den befinner sig 356 meter över havet.